# Logística reversa
Logística reversa, é a área da logística que trata, genericamente, do fluxo físico de produtos, embalagens ou outros materiais, desde o ponto de consumo até o local de origem. (Dias, 2005, p. 205). Logística reversa de embalagens pós consumo é o processo de planejamento, implantação e controle do fluxo de produtos, embalagens e materiais, desde o ponto de consumo até o ponto de origem. Esse processo envolve a coleta, transporte, armazenamento, tratamento e disposição.
Os processos de logística inversa existem há tempos; entretanto, não eram tratados e denominados como tal. Como exemplos de logística inversa, temos: o retorno das garrafas (vasilhame) e a recolha / coleta de lixos e resíduos recicláveis.

## Visão geral
Atualmente a logística não aborda somente os fluxos físicos e informacionais tradicionais, desde o ponto de origem até o local de consumo. É muito mais abrangente, envolvendo todos os fluxos físicos, informacionais, toda a gestão de materiais e toda a informação inerente, nos dois sentidos, directo e inverso (Carvalho, 2002, p. 31).
O conceito de logística inversa tem várias definições, em função dos autores ou organismos em causa.
Apresentam-se de seguida duas definições de logística inversa, segundo o CSCMP (Council of Supply Chain Management Professionals),uma organização internacional, e segundo os autores Rogers e Tibben-Lembke , que têm dedicado grande parte do seu tempo à investigação, desenvolvimento e sistematização desta área da logística:
- Segundo o CSCMP, logística é "a parte do processo da cadeia de abastecimento que planeja, implementa e controla o eficiente e eficaz fluxo directo e inverso (logística inversa), e a armazenagem de produtos, serviços e informação relacionada, desde o ponto de origem até o ponto de consumo, com o propósito de satisfazer os requisitos dos clientes", e devo acrescentar dos usuários internos que se utilizam da informação financeira/econômica resultante.
- Segundo os autores Rogers e Tibben-Lembke (1998), a logística inversa pode ser definida como: "o processo de planejamento, implementação e controlo da eficiência e eficácia e dos custos, dos fluxos de matérias-primas, produtos em curso, produtos acabados e informação relacionada, desde o ponto de consumo até o ponto de origem, com o objectivo de recapturar valor ou realizar a deposição adequada".

Em resumo, a logística inversa tem como objetivos planejar, implementar e controlar de um modo eficiente e eficaz:
- O retorno ou a recuperação de produtos;
- A redução do consumo de matérias-primas;
- A reciclagem, a substituição e a reutilização de materiais;
- A deposição de resíduos;
- A reparação e refabricação de produtos;

Desta forma, o circuito da cadeia de abastecimento é fechado de uma forma completa, sendo o ciclo logístico completo (Dias, 2005, p. 206).

## Evolução
Desde há muito tempo que existem processos de logística inversa, não eram tratados e denominados como tal, como por exemplo, o retorno das garrafas (vasilhame), a recolha de lixos e resíduos.
Foi nos finais da década de 80 que teve início o estudo aprofundado e a sistematização dos processos inerentes à logística inversa, tal como ela é nos dias atuais.
O desenvolvimento e progresso da logística inversa tem sido impulsionado, em grande parte, pelas questões ambientais, relacionado com o problema da deposição das embalagens dos produtos, da recuperação dos produtos, partes de produtos ou materiais, das devoluções de produtos em fim de vida, de produtos com defeito.
Tem existido um forte crescimento desta área da logística, não só pela legislação ambiental, a qual impõe leis mais exigentes, mas também pela consciencialização ambiental das empresas, organizações, consumidores e organismos públicos.
Em termos económicos e financeiros, a logística inversa já representa cerca de 0,5% do Produto Interno Bruto dos Estados Unidos.
Esta vertente da logística encontra-se em franco desenvolvimento, e é um grande potencial de negócio emergente para as empresas e organizações, pois as políticas ambientais tendem a ser cada vez mais exigentes.
Outro factor de grande importância, e que está directamente relacionado com o grande aumento da logística inversa é a compra de produtos através da Internet, o chamado e-commerce (Carvalho, 2003, p. 71-72).
Com o crescimento exponencial das vendas on-line, os sistemas de logística inversa, no que diz respeito à questão da gestão das devoluções, tem crescido de uma forma abrupta.
A compra on-line leva a que, derivado do facto de no momento da compra, não ser possível visualizar o produto fisicamente, de uma forma tangível, grande parte dos produtos seja devolvida, por não corresponder às expectativas do cliente, o que faz accionar os sistemas de logística inversa.
Podemos mesmo afirmar que a grande maioria dos sistemas de logística inversa aparecem devido à questão das devoluções. Os clientes, quando os produtos não corresponderem a seus requisitos de qualidade, podem accionar o processo de devolução, que é disponibilizado por cada vez mais empresas, de modo a prestarem um serviço de pós-venda de qualidade cada vez melhor, tentando atingir ou mesmo ultrapassar as expectativas dos clientes.
Deste modo é possível fidelizar o cliente, pois, estes preferem, na maioria dos casos, ter poucos fornecedores, em detrimento de vários, mas que correspondam ou mesmo superem as suas expectativas.

## Logística reversa de embalagens
Logística reversa de embalagens refere-se ao processo de gerenciamento das embalagens utilizadas em produtos e que retornam ao fabricante, distribuidor ou varejista após o consumo. Esse processo envolve a coleta, transporte, armazenamento, tratamento e disposição final das embalagens de forma ambientalmente adequada. A logística reversa de embalagens é uma importante estratégia de gestão ambiental, pois permite a redução dos impactos negativos causados pela disposição inadequada desses materiais, além de promover a reciclagem e reutilização de recursos.

## Processos e fluxos logísticos reversos
Como já foi referido anteriormente, a logística inversa aplica-se a todos os fluxos físicos inversos, isto é, do ponto de consumo até à origem ou deposição em local seguro de embalagens, produtos em fim de vida, devoluções, etc, tendo as mais variadas áreas de aplicação, como, por exemplo: componentes para a indústria automotiva, vendas por catálogo, frigoríficos, máquinas de lavar e outros electrodomésticos, computadores, impressoras e fotocopiadoras, embalagens, pilhas, baterias, revistas, jornais e livros;
Estes fluxos físicos de sentido inverso estão ligados às novas indústrias de reaproveitamento de produtos ou materiais em fim de ciclo de vida, tais como: desperdícios e detritos, transformação de certos tipos de lixo, produtos deteriorados ou objecto de reclamação e consequente devolução, retorno de embalagens utilizadas e a reciclar, veículos e outros tipo de equipamentos em fim de vida útil.
Os dois sistemas, logística directa (forward) e logística inversa (reverse), integram e acrescentam valor à cadeia de abastecimento com o ciclo completo, e, para poderem sobreviver devem ser de certo modo competitivos, minimizando os custos de transporte, na medida do possível, optimizando os veículos no retorno, com o transporte de devoluções, material para reciclar, desperdícios e produtos deteriorados, permitindo rentabilizar e optimizar o transporte, minimizando os respectivos custos.
As principais actividades afectas ao produto, na logística inversa, são as seguintes:
- retorno do produto à origem;
- revenda do produto retornado;

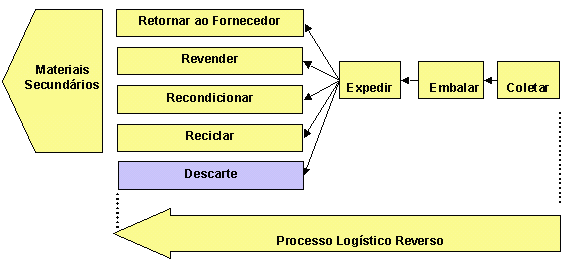
Actividades mais comuns do processo logístico inverso

- venda do produto num mercado secundário;
- venda do produto via outlet;
- venda do produto com desconto;
- remanufactura;
- reciclagem;
- reparação ou reabilitação;
- doação;

No que concerne à cadeia dos produtos recuperados, grande parte pode não ser reciclável, e assim, não será reutilizável.
Alguns podem apenas não ser reutilizáveis, dado tratarem-se de produtos que, em grande parte dos casos, não podem ou não devem ser reutilizados, por razões técnicas ou económicas.
Estes produtos deverão ser depositados em locais seguros, apropriados e licenciados de acordo com a legislação vigente, para o efeito.

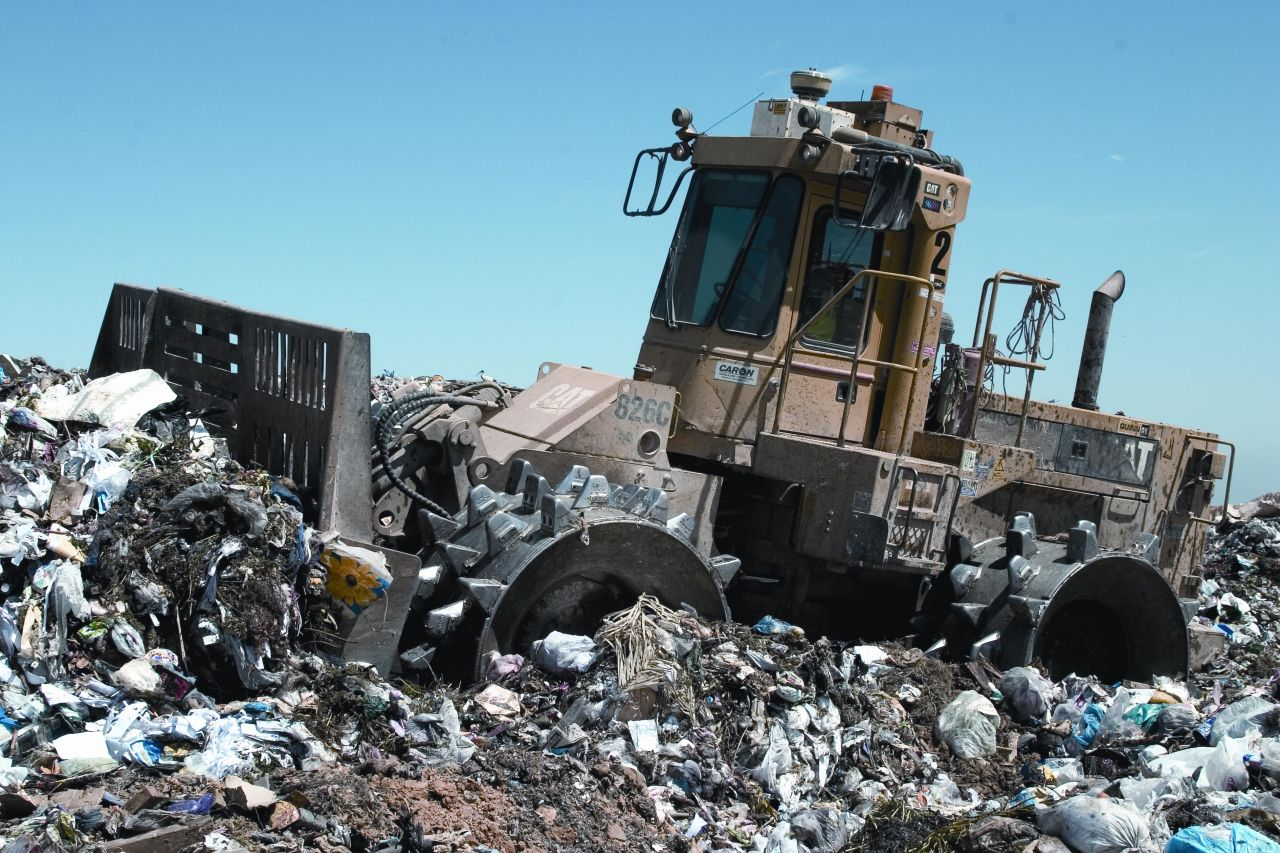
Um veículo de compactação em acção num aterro.

Isto aplica-se, por exemplo, a produtos rejeitados aquando da separação face ao elevado número de componentes, aplica-se também a resíduos perigosos que não podem ser reciclados, ou ainda a produtos cuja prazo de validade tenha expirado.
Nestes casos, os referidos resíduos serão alvo de um processo logístico adicional, dependendo do tipo de resíduo e do grau de periculosidade, que envolverá a sua destruição ecológica, como por exemplo, a incineração ou a co-incineração, avaliando-se, caso a caso, qual o processo mais apropriado (Alves, 2005, p. 12-13).
Os lixos ou resíduos não recicláveis e não perigosos, são depositados em aterros, em sucessivas camadas, sendo as camadas compactadas através de veículos próprios para essa finalidade. O aterro é selado após a sua capacidade estar completa. Após a selagem, grande parte dos aterros pode ser convertida em zonas verdes ou ajardinadas, de modo a melhorar o impacto visual do mesmo e poder funcionar de maneira distinta da que teve enquanto era local para a deposição de lixos.
Por vezes, estes ciclos logísticos completos são mesmo assegurados pelos próprios fornecedores dos produtos ou materiais, facilitando, deste modo, o trabalho dos clientes (Dias, 2005, p. 207).
No Brasil, houve uma evolução considerável na logística reversa:
A logística reversa no Brasil tem avançado significativamente desde a promulgação da Política Nacional de Resíduos Sólidos (PNRS), instituída pela Lei nº 12.305/2010. Essa lei estabeleceu a responsabilidade compartilhada pelo ciclo de vida dos produtos e previu a implementação de sistemas de logística reversa para diversos setores.
Em 12 de janeiro de 2022, o Decreto nº 10.936/2022 regulamentou a PNRS, instituindo o Programa Nacional de Logística Reversa e detalhando as obrigações dos fabricantes, importadores, distribuidores e comerciantes quanto à implementação de sistemas de logística reversa.
Posteriormente, em 13 de fevereiro de 2023, o Decreto nº 11.413/2023 introduziu mecanismos financeiros para aprimorar a logística reversa no país. Esse decreto instituiu três certificados:
- Certificado de Crédito de Reciclagem de Logística Reversa (CCRLR): Comprova a restituição ao ciclo produtivo da massa equivalente de produtos ou embalagens sujeitas à logística reversa.
- Certificado de Estruturação e Reciclagem de Embalagens em Geral (CERE): Certifica investimentos em projetos estruturantes de recuperação de materiais recicláveis.
- Certificado de Crédito de Massa Futura: Permite que empresas antecipem o cumprimento de metas de logística reversa por meio de investimentos em projetos de longo prazo que resultarão na recuperação futura de materiais recicláveis.

A implementação desses certificados visa proporcionar maior flexibilidade às empresas para cumprirem suas obrigações legais, além de incentivar investimentos em infraestrutura de reciclagem e promover a inclusão de catadores e cooperativas no processo de logística reversa.

## Processos de logística inversa
As devoluções representam grande parte dos fluxos físicos inversos, na cadeia de abastecimento e dividem-se em duas grandes vertentes: as devoluções pelo consumidor, em venda directa, e as devoluções por erros de expedição.
As devoluções realizadas pelo consumidor final de um produto, numa venda directa, têm crescido e a tendência é de continuarem a crescer, derivado do facto de que os clientes são cada vez mais exigentes e as suas expectativas cada vez maiores.[carece de fontes?]
Em resposta as empresas e organizações, por vezes em cumprimento da legislação própria de cada país, mas cada vez mais por sua livre e espontânea vontade, e independentemente da existência de legislação ou não, permitem ao cliente ou ao consumidor, devolver o produto adquirido, caso este não corresponda às suas expectativas ou no caso das vendas por catálogo ou as vendas on-line, caso o cliente queira, aceitarem a devolução do produto adquirido sem restrições.
Trata-se sobretudo, de um factor de competitividade das empresas, face à globalização do comércio, para a qual tem contribuído em larga escala o e-commerce, que actualmente têm um enorme peso no total das vendas de produtos e serviços, a nível mundial (Carvalho, 2001, p. 116-120).

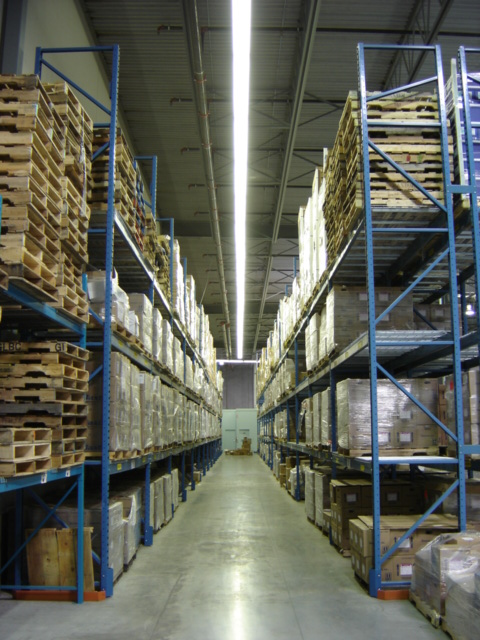
Armazém de devoluções de uma empresa de e-commerce

Existe um custo associado a este tipo de devolução, o qual é suportado pelas empresas e que terá tendência para continuar a aumentar, pelas razões anteriormente descritas, pois, trata-se sobretudo de aumentar a competitividade em relação à concorrência, tentando continuamente melhorar a qualidade do serviço prestado ao cliente.
As devoluções por erros de expedição, são o tipo de devolução que acontece por qualquer erro que tenha existido na expedição de determinado produto. Estes erros têm variadas razões para acontecerem, entre as quais, destacamos as seguintes: má etiquetagem, falhas do operador logístico, erros humanos, coordenação entre diferentes operadores logísticos.
Ao contrário das devoluções por venda direta, ao consumidor, as devoluções por erros de expedição, podem ser reduzidas e minimizadas, através de vários processos de armazenagem e expedição, que estão hoje disponíveis, no mercado.
Destacamos os seguintes: a informatização de sistemas de recepção, expedição e transporte, a leitura por código de barras, o EDI (Electronic Data Interchange), entre outros.
Portanto, o custo logístico das devoluções por erros ou falhas de expedição ou transporte, pode ser controlado pelas empresas e organizações, estando ao seu alcance a redução destes custos, através das ferramentas referidas no parágrafo anterior.
Trata-se, apenas, de escolher as ferramentas que melhor se adaptem a determinado negócio, sendo inclusive possível personalizar estas ferramentas a cada realidade distinta (Pfutzenreuter, 2004).
O retorno dos produtos sujeitos ao processo de devolução, ou seja, o fluxo físico inverso desde o ponto de venda ou consumo, até à origem, deverá ser realizado, sempre que for possível, pelo mesmo meio de transporte pelo qual é realizada a sua entrega no local de consumo, isto é, o fluxo físico directo.
Deste modo, é possivel optimizar a cadeia de abastecimento, directa e inversa, rentabilizando o transporte ao máximo.
Normalmente os produtos sujeitos a devolução, são armazenados em locais destinados para o efeito, em áreas restritas do armazém , de modo a evitar erros de expedição, evitando que fisicamente os produtos coabitem juntos.
Em relação aos componentes ou produtos em fim de ciclo de vida para reciclagem, o seu número tem aumentado de uma forma exponencial, derivado de vários factores, de entre os quais, destacamos os seguintes três:
o primeiro factor que destacamos é o da consciencialização da sociedade, para a questão da sustentabilidade do meio ambiente. Cada vez mais, a sociedade têm o dever de colaborar nas políticas ambientais, realizando, cada um de nós, a separação dos lixos, de acordo com o tipo de resíduos ou lixos em causa, e depositando-os, nos locais destinados para esse fim (ecoponto).

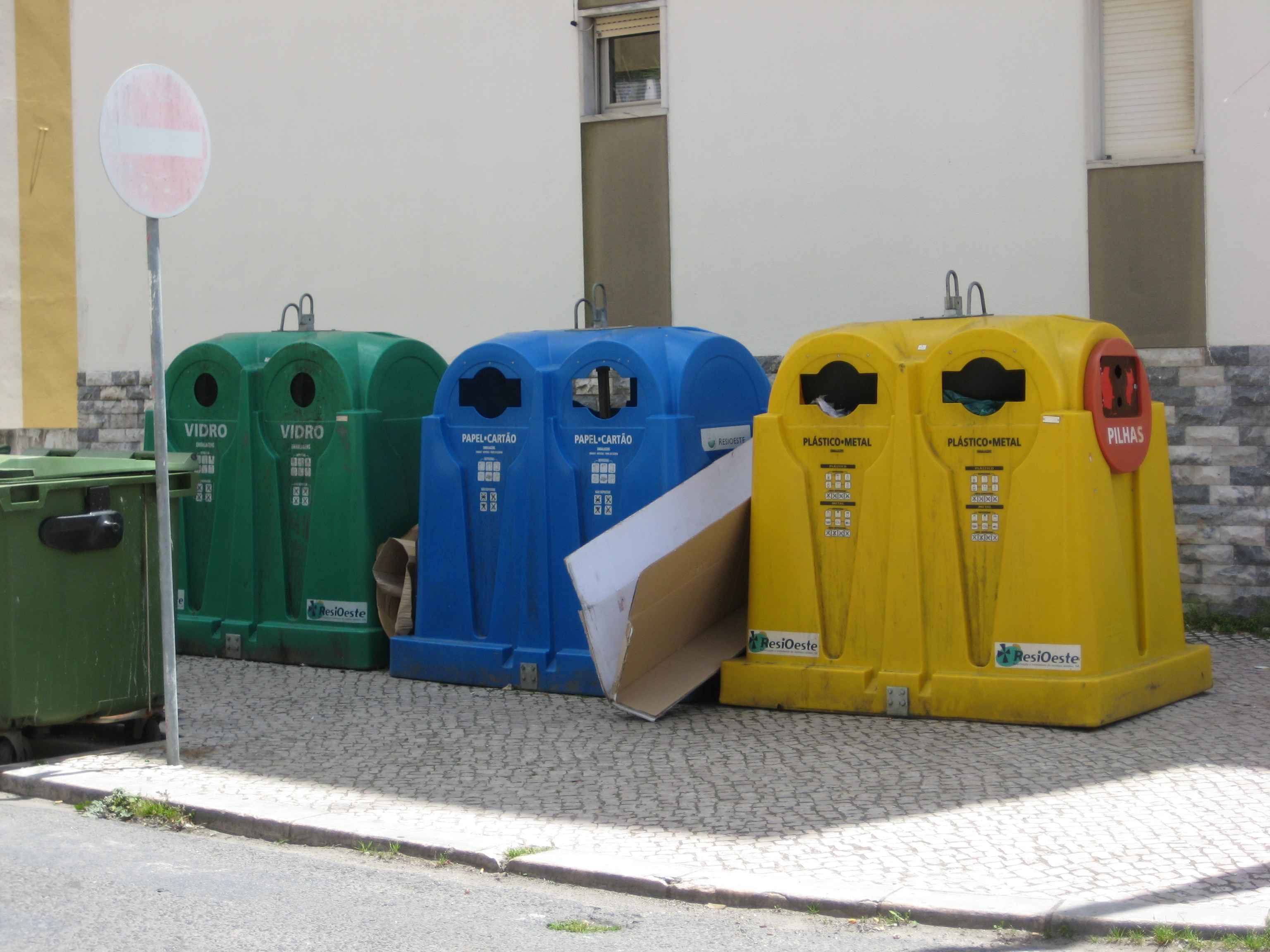
Ecoponto típico.

É nos países mais desenvolvidos, e com maior qualidade de vida, onde existe o maior número de pessoas conscientes desta realidade, colaborando na separação e recolha dos diferentes tipos de resíduos domésticos, que em grande parte podem ser reciclados, sendo deste modo, reaproveitados ou a sua matéria-prima reutilizada em novos produtos.
Deste modo, estamos também a contribuir para que, somente os resíduos orgânicos, tenham de ser depositados em local próprio (por exemplo, os aterros). Em relação aos resíduos industriais, a política deverá ser idêntica, ou ainda mais exigente, pois, as indústrias produzem grandes quantidades de resíduos e lixos, e por vezes bastante perigosos e tóxicos.[carece de fontes?]
Um outro fator é a legislação ambiental, a qual é cada vez mais restritiva[carece de fontes?], em relação à questão dos resíduos, lixos e detritos. As políticas e a legislação ambiental tendem, nos vários países e comunidades, a ser cada vez mais exigente e restritiva.
No âmbito da União Europeia, em que Portugal está incluído, existem diretivas comuns acerca deste tema.
Para os países que não cumpram a legislação, em caso de violação, existem sanções que se podem traduzir em coimas avultadas, as quais deverão ser aplicadas em função dos danos ambientais causados.
Há ainda o fator do desenvolvimento e o progresso tecnológico.
Os processos industriais e os próprios equipamentos industriais, das indústrias que se dedicam à reciclagem, estão em evolução permanente, permitindo, deste modo, que cada vez mais componentes de produtos de diferentes materiais, possam ser reciclados e consequentemente reutilizados ou reaproveitados, como matéria-prima, em produtos novos.
Em Portugal, existem cada vez mais empresas especializadas na gestão integral de resíduos, realizando, grande parte delas, a recolha, transporte, separação e deposição no local próprio, e algumas delas executando mesmo a própria reciclagem.
(Alves, 2005, p. 77-93).